# Placogorgia studeri
Placogorgia studeri är en korallart som beskrevs av Nutting 1910. Placogorgia studeri ingår i släktet Placogorgia och familjen Plexauridae. Inga underarter finns listade i Catalogue of Life.